# Porsche Panamera
Porsche Panamera je osobní automobil vyšší třídy německé automobilky Porsche s motorem vpředu a pohonem zadních kol. Vůz se vyrábí od června 2009, představen veřejnosti byl v březnu 2009 na autosalonu v Ženevě. 
Firmou je od počátku vývoje v roce 2005 označován jako čtyřdveřové sportovní kupé. Označení „Panamera“ bylo tak jako jméno Carrera (označení nejsilnějších modelů 356 nebo 911), odvozeno od mexického dálkového závodu Carrera Panamericana. Model je konkurentem vozů Maserati Quattroporte V a Mercedes-Benz CLS63 AMG, jakož i v roce 2010 vyráběným modelům Aston Martin Rapide a Lamborghini Estoque. Taktéž má být levnější alternativou dražším automobilům jako Bentley Continental GT nebo Ferrari 612 Scaglietti
Panamera se vyrábí od června 2009, finální montáž probíhá v továrně Lipsku, kde doposud probíhá montáž modelu Porsche Cayenne. Náklady na vývoj mají být pod jednu miliardu Euro. V prvním roce plánuje vyrobit 20 000 vozů. Výroba v Německu vyžaduje přibližně 1200 nových pracovních míst.
Při výrobě Panamery se využívá až 40 procent shodných dílů z modelů 911 a Cayenne.
Platformu modelu vyvíjelo Porsche samostatně. Původně byl sice plánován společný vývoj s Volkswagenem analogicky jako u modelů Volkswagen Touareg/Porsche Cayenne, VW však od společného projektu upustilo. Přesto se ale částečná spolupráce probíhá, karoserie Panamery se vyrábí, kompletuje a lakuje v továrně VW v Hannoveru.
K pohonu byly použity motory modelu Cayenne, vyráběné v původní továrně firmy ve Stuttgartu. S přímým vstřikováním poskytují výkon mezi 283 až 368 kW, Panamera s přeplňovaným motorem má mít výkon kolem 500 koní. V plánu je i výroba verze Gran Turismo Panamera s hybridním pohonem, na ní spolupracuje Porsche s firmou Hanser automotive.

## Publicita
20. dubna 2007 se na internetu objevilo první video vozu Panamera. V září 2008 uvolnilo Porsche první neúplné fotografie. První fotografie Panamery Porsche představilo 22. října 2008. Počátkem října 2008 se podařilo zachytit vůz bez zakrývaných partií na film v jihokorejském Soulu. V listopadu 2008 byly zveřejněny první oficiální snímky Panamery.